# Gwary przejściowe
Gwary przejściowe, także narzecza przejściowe – gwary występujące na pograniczu dwóch dialektów lub języków. Od gwar mieszanych odróżnia je to, że w tego typu gwarach dwie przeciwstawne cechy nie występują w jednej kategorii gramatycznej bądź fonetycznej – łatwo jest więc jednoznacznie określić, która cecha pochodzi od którego dialektu. 
Gwary przejściowe, w odróżnieniu od gwar mieszanych, cechują się systemowym charakterem zaczerpniętych cech. W gwarach przejściowych pojawiają się innowacje językowe, jako rezultat nakładania się cech systemowych (podczas gdy gwary mieszane jedynie przejmują elementy różnych systemów). Zwykle cechy jednego dialektu są bardziej nasilone w porównaniu do cech drugiego.
Gwary przejściowe powstają tam, gdzie nie istnieją ostre granice między dialektami. Większy prestiż któregoś z systemów językowych raczej nie odgrywa roli (inaczej niż w przypadku gwar mieszanych).
Początkowo pojęcia gwar przejściowych i mieszanych odnoszono do odmian na pograniczu różnych języków etnicznych. Rozróżnienie między tymi typami gwar wprowadził do polskiego językoznawstwa Mieczysław Małecki. Nie we wszystkich publikacjach rozróżnia się oba terminy.
Polskimi gwarami przejściowymi są gwary tucholskie, w których krzyżują się cechy sąsiednich gwar kociewskich i krajniackich. 
Za gwarę przejściową można uznać gwarę łowicką. Z jej właściwościami wiązał się problem określenia jej przynależności dialektalnej. Przez długi czas zaliczana była do gwar małopolskich, ale obecnie uznawana jest za część dialektu mazowieckiego.
Ze względu na swoją specyfikę gwary przejściowe nie dają się w łatwy sposób zakwalifikować do sąsiednich dialektów bądź języków. Przykładem gwar przejściowych na pograniczu dwóch różnych języków są gwary laskie. Z powodu dominacji języka czeskiego są one zaliczane raczej do dialektu morawskiego, nie zaś do polskiego dialektu śląskiego. W gwarach tych jest h zamiast g, nie ma natomiast zjawiska iloczasu. Do gwar przejściowych należą także gwary okolic Puszczy Białowieskiej (polsko-białorusko-ukraińskie).